# Любен (област Силистра)
Вижте пояснителната страница за други значения на Любен.
Любен е село в Североизточна България. То се намира в община Ситово, област Силистра.

## География
Село Любен се намира на 40 km от Силистра и на 15 km от Ситово.

## История
Името на селото на турски е било Кара-Вели-кьой (Karaveliköyü), буквално преведено „Селото на черния Вели“. Селото е преименувано на Любен поради сродното звучене на имената Кара-Вели-кьой и фамилното име на писателя-революционер Любен Каравелов.

## Население
Циганите в селото са турски цигани от обособена група, наричана барсъкчилер.